# Nemoria virididiscata
Nemoria virididiscata là một loài bướm đêm trong họ Geometridae.